# Ebbesbourne Wake
 (septembre 2023).
Ebbesbourne Wake est une paroisse civile et un village du Wiltshire, en Angleterre.